# گیزم کاراجا
گیزم کاراجا (به ترکی استانبولی: Gizem Karaca) (متولد ۷ سپتامبر ۱۹۹۲) بازیگر و مدل اهل کشور ترکیه که نماینده کشورش در مسابقات دوشیزه دنیا ۲۰۱۱ نیز بوده است. کاراجا در مسابقه دوشیزه ترکیه که در ۲ ژوئن ۲۰۱۱ در مرکز نمایش «TIM» برگزار شد شرکت کرد و در نهایت مقام دوم را کسب کرد، این کامیابی موجب شد وی به عنوان نماینده ترکیه در مسابقه دوشیزه دنیا شرکت کند.
او بیشتر به‌خاطر نقش‌آفرینی در مجموعه‌های تلویزیونی آلپ ارسلان: امپراتوری بزرگ سلجوقی، اسپین‌آف «راه امیر» از مجموعه تلویزیونی اسمش را فریحا گذاشتم، «روستای زیبای من»، «هنوز امیدی دارم» و «صاعقه‌ای که به خانه افتاد» شناخته می‌شود. او همچنین در فیلم «هورکوش» که بر پایه زندگی خلبان «وجیهی هورکوش» ساخته شده، نقش‌آفرینی کرده است.

## زندگی‌نامه
گیزم کاراجا در ۷ سپتامبر ۱۹۹۲ در استانبول به دنیا آمد. مادر او منوَر کاراجا و پدرش جونیِت کاراجا هستند. پس از فروپاشی امپراتوری عثمانی، خانواده پدری‌اش که اصالتی ترک داشتند، از سالونیک (که اکنون در خاک یونان قرار دارد) به ترکیه مهاجرت کرده‌اند.
خانواده مادری او اصالتی آلبانیایی دارند. او دوران کودکی‌اش را در ایالات متحده و کانادا گذراند، چون‌که خانواده‌اش در دوران کودکی‌ وی به آمریکا مهاجرت کرده بودند.
پس از آن‌که کاراجا دوره ابتدایی را در ایالات متحده و دوره راهنمایی را در کانادا به پایان رساند، به ترکیه بازگشت. او پس از فارغ‌التحصیلی از دبیرستان، در دانشکده زبان و ادبیات فرانسه، دانشگاه استانبول پذیرفته شد.
پس از فارغ‌التحصیلی از دانشکده زبان و ادبیات فرانسه دانشگاه استانبول، گیزم کاراجا تصمیم گرفت برای فرار از درس‌های سخت، در مسابقه زیبایی شرکت کند. او در مسابقه دوشیزه ترکیه ۲۰۱۱ شرکت کرد و مقام دوم را به دست آورد. گیزم کاراجا در تابستان ۲۰۱۳ برای مدتی به آمریکا رفت و در آکادمی فیلم نیویورک دوره بازیگری گذراند. او در تاریخ ۱۶ سپتامبر ۲۰۱۷ با کمال اکمک‌چی ازدواج کرد.

## فیلم‌شناسی

### مجموعه تلویزیونی
| سال       | عنوان                             | نقش                        | کانال                   | توضیحات |
| --------- | --------------------------------- | -------------------------- | ----------------------- | ------- |
| ۲۰۱۱      | حریم سلطان                        | جاریه (بازیگر مهمان)       | شو تی‌وی                 |         |
| ۲۰۱۲      | صاعقه‌ای که به خانه افتاد          | معزز                       | شو تی‌وی                 |         |
| ۲۰۱۲      | اسمش را فریحا گذاشتم: راه امیر    | گونش سانجاکتار             | شو تی‌وی                 |         |
| ۲۰۱۳-۲۰۱۴ | هنوز امیدی دارم                   | امید (اوموت) اوزدن/کورکماز | استار تی‌وی، NOW (ترکیه) |         |
| ۲۰۱۴-۲۰۱۵ | روستایی زیبا                      | گل سنبل                    | استار تی‌وی              |         |
| ۲۰۱۶      | کوچه‌های استانبول                  | نازلی                      | شو تی‌وی                 |         |
| ۲۰۱۷      | درونم طوفانیه                     | دنیز                       | استار تی‌وی              |         |
| ۲۰۱۷      | عشق سیاه                          | مرجان (بازیگر مهمان)       | استار تی‌وی              |         |
| ۲۰۱۸      | جرم انسانی                        | سونا دغیرمنجی              | کانال د                 |         |
| ۲۰۱۹-۲۰۲۰ | قهرمان                            | الیزا                      | تی‌آرتی ۱                |         |
| ۲۰۲۰-۲۰۲۱ | سد                                | بهار اوزسوی                | NOW (ترکیه)             |         |
| ۲۰۲۲–۲۰۲۱ | آلپ ارسلان: امپراتوری بزرگ سلجوقی | اودوکیا ماکرمبولیتیسا      | تی‌آرتی ۱                |         |
| ۲۰۲۳-۲۰۲۴ | یاقوت کمبود                       | گونش آچیکالین              | شبکه آتی‌وی (ترکیه)      |         |

| سال       | نام                       | نقش                | یادداشت                                        |
| --------- | ------------------------- | ------------------ | ---------------------------------------------- |
| ۲۰۰۷      | En İyi Arkadaşım          | ناشناخته           | شماره بخش: پنجاه و هفت ، کانال: Show TV        |
| ۲۰۱۱      | L'oreal Paris Miss Turkey | خودش               | مسابقه تلویزیونی در شبکه Fox                   |
| ۲۰۱۲      | Eve Düşen Yıldırım        | معزز               | سریال                                          |
| ۲۰۱۲      | راه امیر                  | گونش               | ادامه سریال فریحا                              |
| ۲۰۱۳–۲۰۱۴ | Benim Hala Umudum Var     | Umut Özden/Korkmaz | سریال                                          |
| ۲۰۱۴      | I Love You, Man           | ایزل               |                                                |
| ۲۰۱۴–۲۰۱۵ | دهاتی زیبا                | آلکان              | سریال                                          |
| ۲۰۱۶      | خیابان‌های استانبول        | نازلی              | سریال                                          |
| ۲۰۱۷      | İçimdeki Fırtına          | دنیز               | سریال - پخش در شبکه We 1 به نام (نقاب شیشه ای) |
| ۲۰۱۷      | عشق بی‌پایان               | کمیسر مرجان        | سریال                                          |
| ۲۰۱۷      | Küçük Ortak               | سرن                |                                                |
| ۲۰۱۷      | Ay Lav Yu tuu             | سلطان              |                                                |
| ۲۰۱۸-     | İnsanlık Suçu             | سونا دگیرمنجی      | سریال - در حال پخش                             |
| ٢٠٢١-٢٠٢٠ | سد                        | بهار پولات         | مجموعه تلویزیونی ٣٩ قسمتی                      |

## حضور در موزیک ویدیو
| سال | موزیک ویدیو |      |                       |
| --- | ----------- | ---- | --------------------- |
| سال | موزیک ویدیو | ۲۰۱۷ | Berkay - Bana Sen Gel |